# 小行星6754
小行星6754（6754 Burdenko）是一颗绕太阳运转的小行星，为主小行星带小行星。该小行星于1976年10月28日发现。

## 轨道参数
小行星6754的轨道半长轴为2.4406612 UA，离心率为0.185。